# Fissidens latinervis
Fissidens latinervis là một loài Rêu trong họ Fissidentaceae. Loài này được Thér. mô tả khoa học đầu tiên năm 1921.